# 593195 Lavinaahmed
593195 Lavinaahmed este o planetă minoră (asteroid) din centura de asteroizi. A fost descoperită pe 6 decembrie 2012 la  de . 
Obiectul prezintă o orbită caracterizată de o semiaxă mare de 2,5345634523759 UAi, o excentricitate de 0,31135827612368, o înclinație de 13,395863525984 ° în raport cu ecliptica.